# Брудновское кладбище
Брудновское кладбище (пол. Cmentarz Bródnowski) — старое кладбище в районе Таргувек в восточной части Варшавы. Занимает площадь 114 гектаров (280 акров), является самым большим кладбищем Варшавы. Имея более чем 1,2 миллиона захоронений, входит в число крупнейших кладбищ Европы.

## История
В конце XIX века население Варшавы быстро росло, и имеющиеся кладбища не справлялись со спросом на погребения. В 1883 году по указу мэра Варшавы Старынкевича был приобретён участок земли в Брудно. 20 ноября 1884 кладбище было освящено католическим архиепископом Варшавы Винцентием Теофилом Попелом. В январе 1885 года кладбище было открыто для жителей левобережной Варшавы, а полностью начало функционировать с 14 июня 1887 года. Вначале Брудновское кладбище служило местом захоронения для бедных горожан, в этом было его отличие от кладбища Старые Повонзки, имевшего репутацию места захоронения для богатых.
Кладбище несколько раз расширялось, в последний раз в 1934 году, когда оно было увеличено до его нынешнего размера в 114 га. В межвоенный период Брудновское кладбище перестало быть местом погребения только для бедных. На северо-восточной части кладбища стали хоронить не католиков и атеистов. Во время Второй мировой войны кладбище использовалось в качестве арсенала различными организациями польского сопротивления и как убежище для тех, кто бежал от гестапо

## Церковь

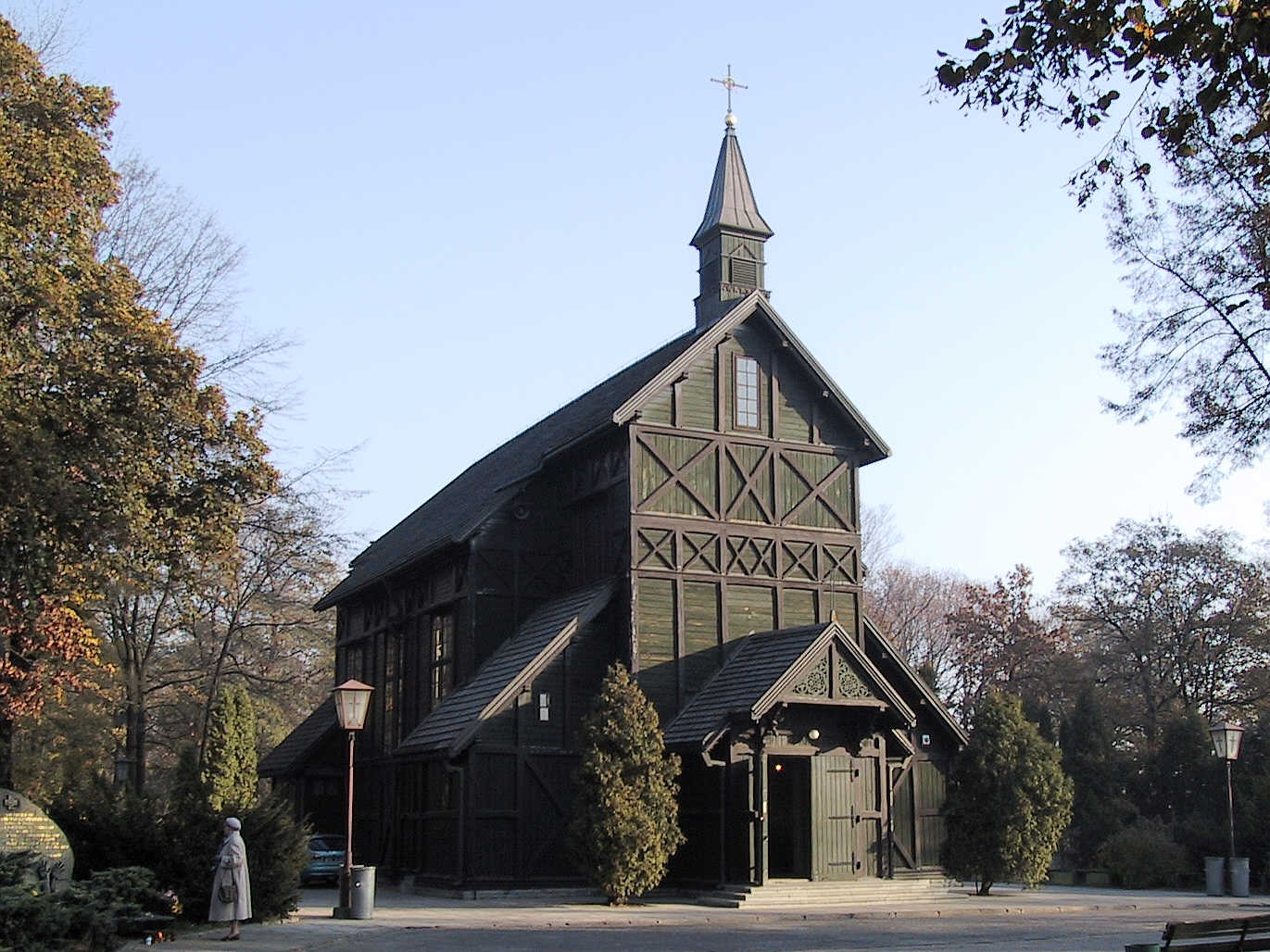
Деревянная церковь Святого Викентия де Поля

В 1887 году городские власти решили построить на кладбище часовню. Вскоре была построена небольшая деревянная церковь, освящённая 28 октября 1888 года во имя святого Викентия де Поля. Церковь, спроектированная архитектором Эдвардом Цихоцким, была построена из сосновой древесины и представляет собой здание с одним нефом. Древесина, использованная для строительства храма, ранее использовалась в качестве строительных лесов при реставрации Колонны Сигизмунда.
До 1952 года маленькая церковь была кладбищенской часовней, однако в 1952 году в Брудно был основан новый приход, что привело к необходимости постройки церкви большего размера. В конце 1950-х годов на кладбище была построена новая церковь, спроектированная Станиславом Марзинским. 24 августа 1960 года епископ Вацлав Маевский освятил новый храм в честь Ченстоховской Богоматери. Новое здание было расширено в начале 1980-х годов и заново торжественно освящено примасом Польши Юзефом Глемпом 22 сентября 1984 года

## Захоронения
На Брудненском кладбище похоронены известные люди: политик и государственный деятель Роман Дмовский, архиепископ Александр Каковский, певец Мечислав Фогг, футболист Эдмунд Зентара, боксёр Антоний Колчинский, епископ Станислав Кендзёра, политик Павел Випих, артист Збигнев Добжиньский, милиционер и профсоюзный активист Иренеуш Сераньский, подпольщик-антикоммунист Пётр Изгаршев.

## Галерея

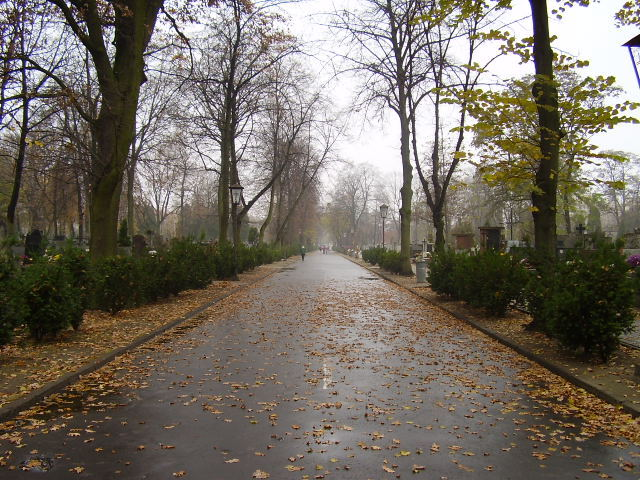
Центральная аллея
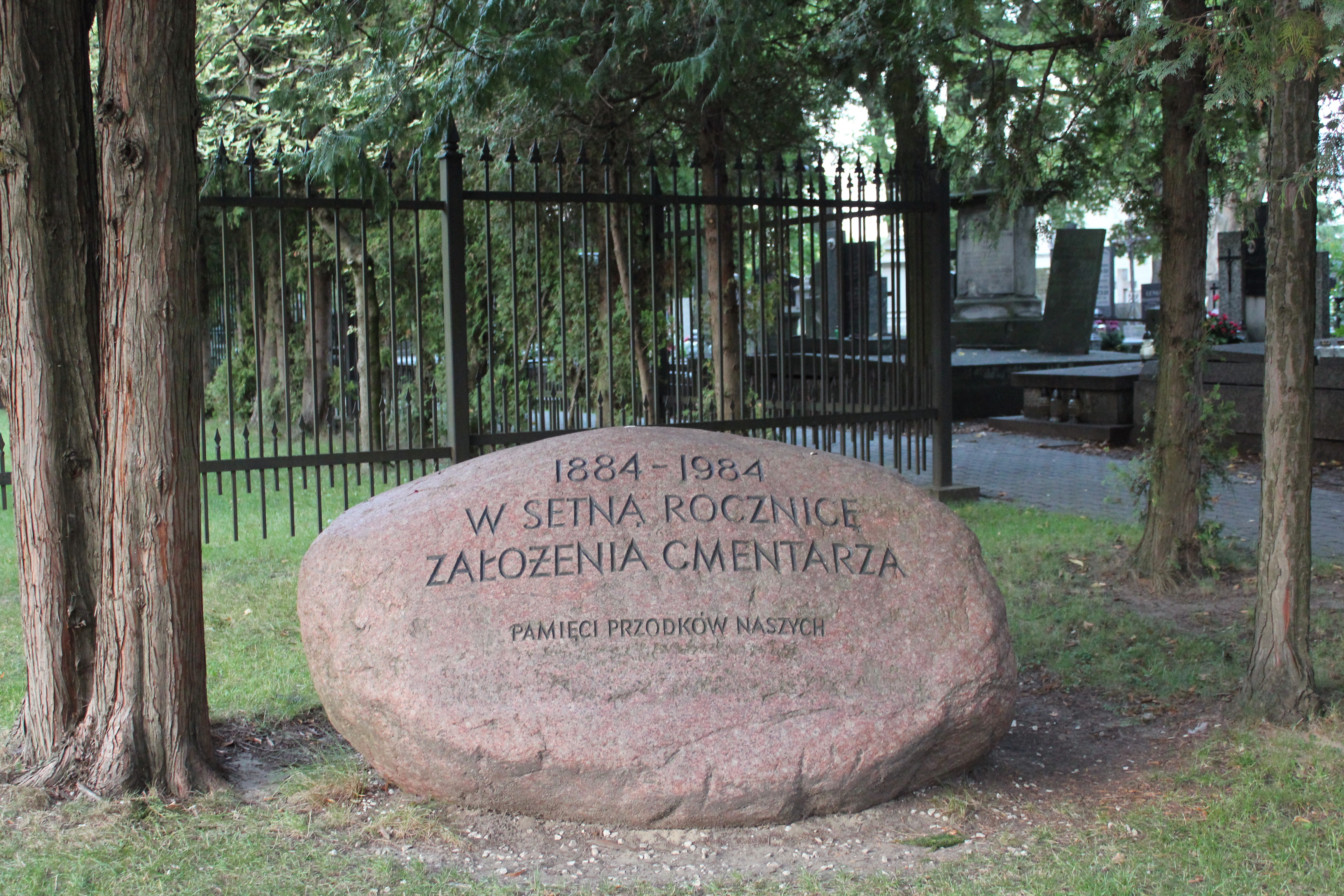
Памятник в честь 100-летия кладбища
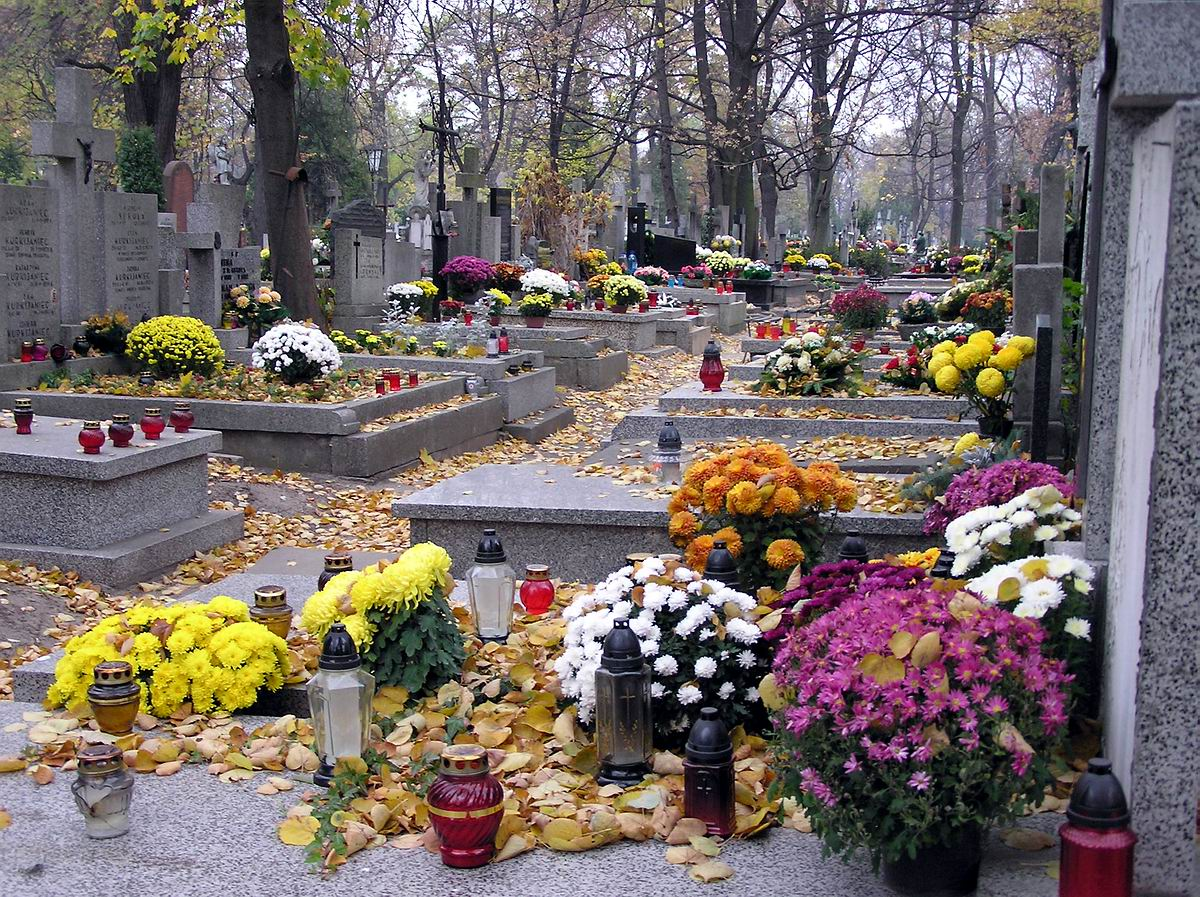
Кладбище в День Всех Святых
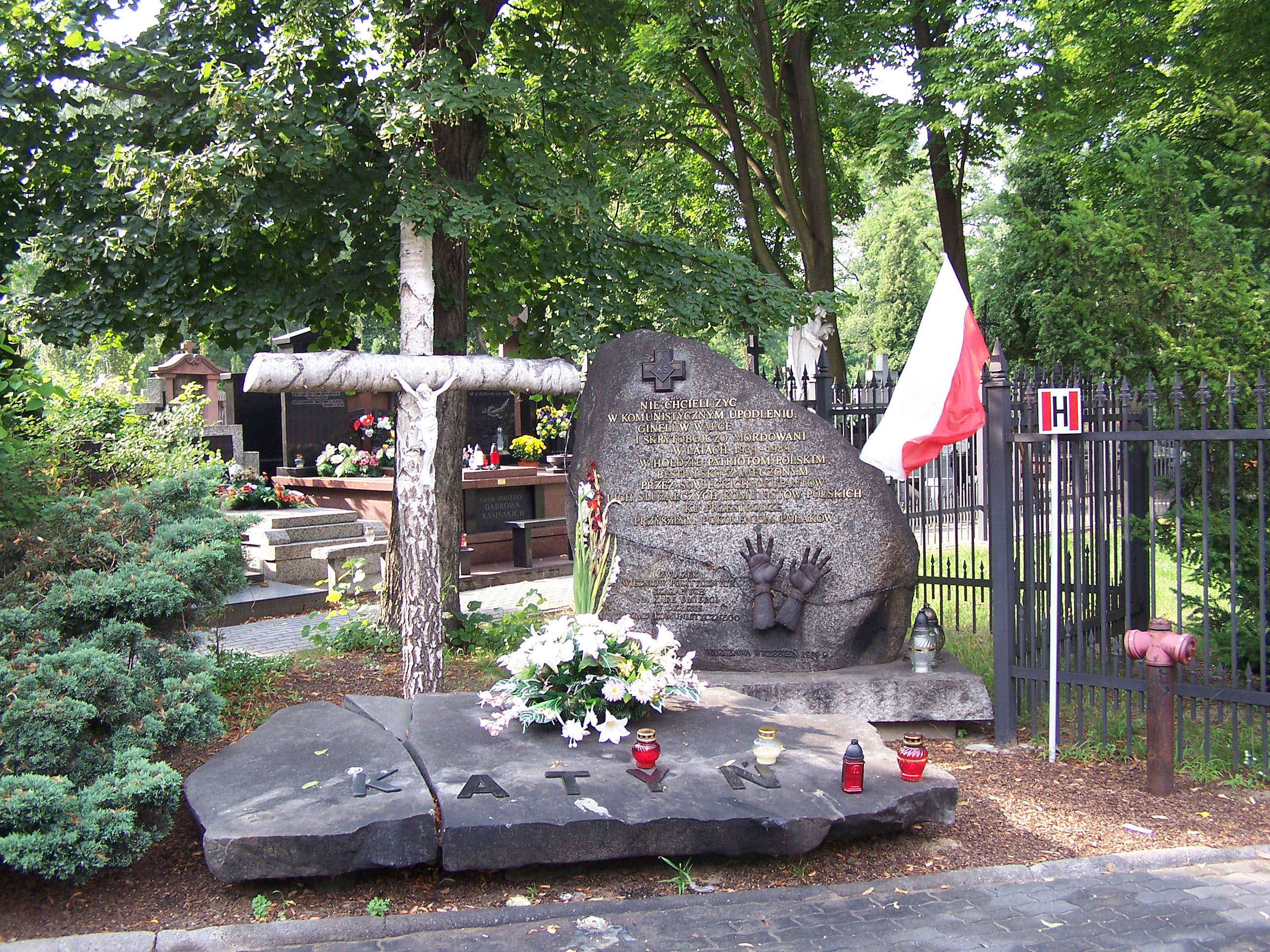
Мемориал в память Катынскогоо расстрела
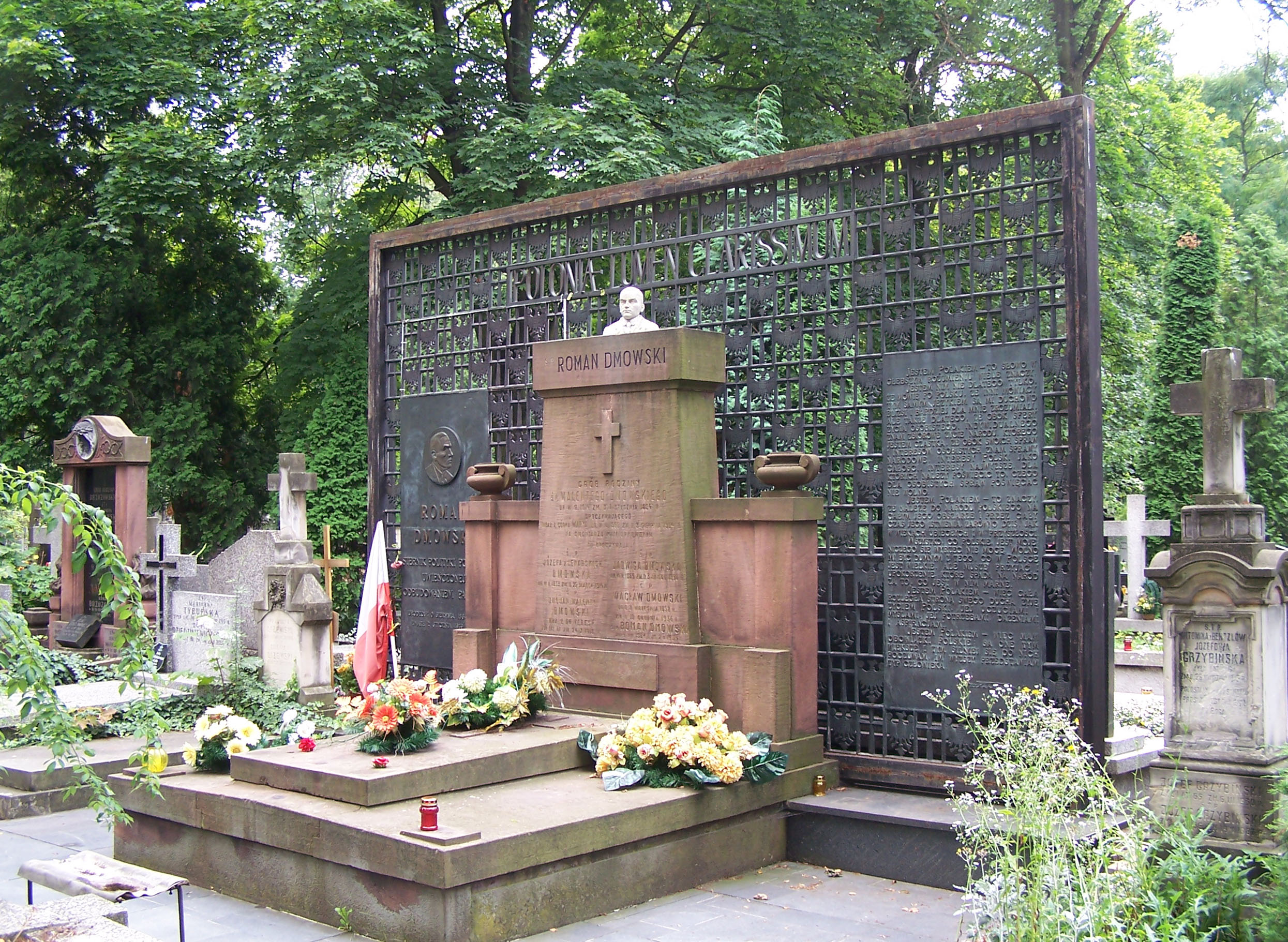
Могила Романа Дмовского